# Comitat d'Osijek-Baranja
Le comitat d'Osijek-Baranja (prononcé [ôsijeːk bǎraɲa] en croate ; nommé Osječko-baranjska županija en croate et  Eszék-Baranya megye en hongrois) est un comitat de Croatie situe au nord-est de la Slavonie et du Baranja. Le centre et siège du comitat est à Osijek, au palais Normann.

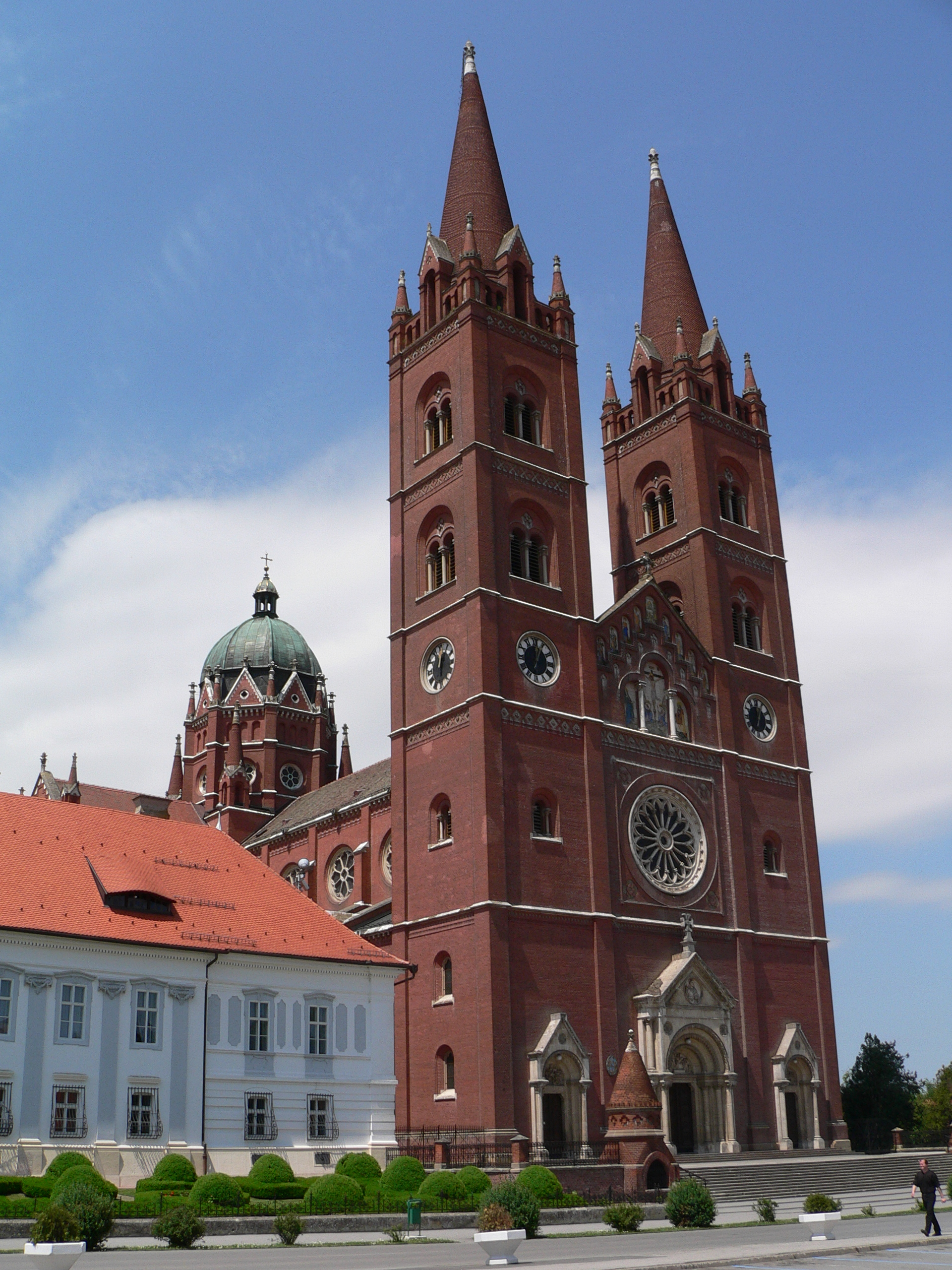
Cathédrale Saint-Pierre, Đakovo

## Division administrative
Le comitat d'Osijek-Baranja est divisé en 7 villes et 35 municipalités :
- Ville d'Osijek (Siège du comitat)
- Ville de Beli Manastir
- Ville de Belišće
- Ville de Donji Miholjac
- Ville de Ðakovo
- Ville de Našice
- Ville de Valpovo
- Municipalité de Antunovac
- Municipalité de Bilje
- Municipalité de Bizovac
- Municipalité de Čeminac
- Municipalité de Čepin
- Municipalité de Darda
- Municipalité de Donja Moticina
- Municipalité de Draž
- Municipalité de Drenje
- Municipalité de Đurđenovac
- Municipalité de Erdut
- Municipalité de Ernestinovo
- Municipalité de Feričanci
- Municipalité de Gorjani
- Municipalité de Jagodnjak
- Municipalité de Kneževi Vinogradi
- Municipalité de Koška
- Municipalité de Levanjska Varoš
- Municipalité de Magadenovac
- Municipalité de Marijanci
- Municipalité de Petlovac
- Municipalité de Petrijevci
- Municipalité de Podravska Moslavina
- Municipalité de Podgorač
- Municipalité de Popovac
- Municipalité de Punitovci
- Municipalité de Satnica Đakovačka
- Municipalité de Semeljci
- Municipalité de Strizivojna
- Municipalité de Šodolovci
- Municipalité de Trnava
- Municipalité de Viljevo
- Municipalité de Viškovci
- Municipalité de Vladislavci
- Municipalité de Vuka

## Gouvernement du comitat
L'actuel Joupan (Župan) ou préfet est Krešimir Bubalo (HDSSB).
À la suite des élections de 2004, l'assemblée du comitat est composé de la façon suivante :
- Union démocratique croate (HDZ) 17 sièges ;
- Parti libéral (LS) 8 sièges ;
- Parti social-démocrate de Croatie (SDP) 8 sièges ;
- Parti paysan croate (HSS) 6 sièges ;
- Parti social-libéral croate (HSLS) 5 sièges ;
- Parti croate du droit (HSP) 4 sièges ;
- Parti démocratique indépendant serbe (SDSS) 3 sièges.